# فوارس مول
مجمع الفوارس مول هو مول ومركز تجاري يقع في محافظة الأحساء في المنطقة الشرقية في المملكة العربية السعودية.
يضم الفوارس مول على سلسلة من المتاجر والمطاعم المحلية والعالمية، كما يوجد به ملاهي مناسبة لكل الفئات العمرية.

## الموقع
يقع مجمع الفوارس مول بمنطقة الكوت بمدينة الهفوف في محافظة الأحساء.

## التصميم
تبلغ مساحته 30 ألف متر مربع، حيث يتكون من طابقين يحتويان على العديد من المتاجر والمطاعم العالمية، بالإضافة إلى صالات الألعاب والترفيه إلى جانب أكثر من 700 موقف للسيارات يقع بعضها في الدور الأول والباقي في الدور الأول.

### الطوابق
- الطابق الأرضي وهو الجزء التجاري الأساسي في المول ويحتوي على 150 معرض من المعارض التجارية ذات الماركات المعروفة ومنها: سيتي ماكس، شو إكسبرس، بوسيني، ليندكس، جولي، الركن السويسري، العربية للعود، سواتش، وغيرها.
- الطابق الأول وهو يحتوي على 40 معرض من المعارض التجارية إلى جانب عدد من المطاعم منها: دجاج كنتاكي KFC، وافي، دجاج كورنر، فريندا رويال، نيو كبالين.[4]

تخدم هذه المطاعم صالة مفتوحة تصل مساحتها إلى 1500 متر مربع تتسع لأكثر من 1200 شخص، مع وجود عدد من المقاهي المتنوعة وفي الجزء الآخر من هذا الدور توجد صالة ألعاب بمساحة 2500 متر مربع وهي صالة مخصصة للأطفال تحت القبة من P.V.C بارتفاع 20 متر وتُعد أفضل صالة ألعاب في المنطقة ويوجد بها أفضل الألعاب الموجودة على المستوى العالمي.

## روابط خارجية
- الموقع الرسمي لفوارس مول